# Красавицы на велосипедах

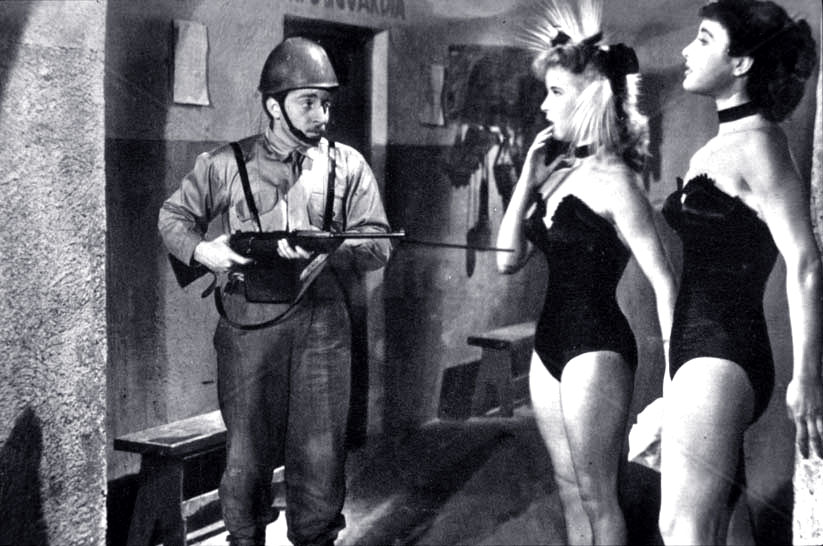
Кадр из фильма

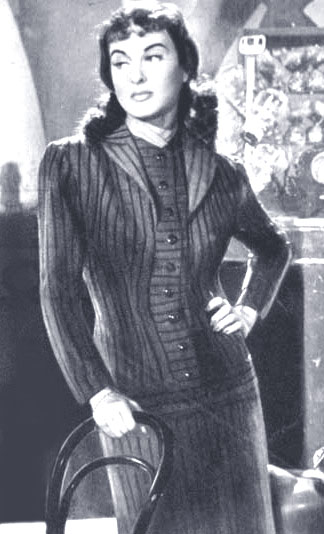
Сильвана Пампанини в одной сцен фильма

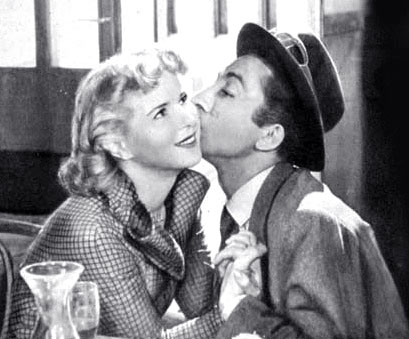
Делия Скала и Арольдо Тьери в одной сцен фильма

«Красавицы на велосипедах» (итал. Bellezze in bicicletta) — итальянский комедийный фильм 1951 года, снятый режиссёром Карло Кампогаллиани.
Премьера фильма состоялась 27 февраля 1951 года.

## Сюжет
Две молодые и красивые римлянки, Делия и Сильвана, хотят стать танцовщицами компании Тото, и отправляются в Милан. В ходе их поездки они попадают в серию комических приключений. Автобус, на котором красотки отправились в Милан, ломается и они просят подвезти. Водитель, оказывается слишком навязчивым, и они решают продолжить путешествие любым видом транспорта. В один из моментов, девушки узнают, что на самом деле это афера, устроенная двойником неаполитанского комика. В итоге, они, оставшиеся в скудных сценических костюмах, должны снова отправиться в путь.
Оказавшись перед воинскими казармами, они уговаривают наивного часового Пиноццо, предоставить им убежище на ночь, но на следующее утро их принимают за новобранцев. Девушкам приходиться снова бежать, на этот раз на велосипедах, в город, где они встречают Джулио Дарелли. Вечером они останавливаются в отеле, но здесь к ним присоединяется Арольдо, парень Делии, который предлагает отвезти её домой. Не желая расставаться, девушки убегают и останавливаются на заброшенной вилле, где встречают двух страшных воров, притворяющихся призраками.
Добравшись до Болоньи, они узнают, что за это время компания Тото была распущена. Затем девушки решают записаться на участие в женской велогонке Болонья—Милан. Но, не пройдя обучение, они остаются далеко позади участников гонки. Они вновь встречают солдата Пиноццо, который подвозит их на военном грузовике до места назначения. Таким образом, они выигрывают гонку и приз в размере миллиона лир плюс свадебное торжество. В итоге, Делия выходит замуж за Арольдо, а Сильвана — за Джулио.

## В ролях
- Делия Скала — Делия
- Сильвана Пампанини — Сильвана
- Франка Марзи — Мария, крестьянка
- Пеппино де Филиппо — 1-й трусливый вор
- Данте Маджио — 2-й вор
- Ренато Рассел — сын механика
- Арольдо Тьери — Арольдо, парень Делии
- Карло Крокколо — Пиноццо, солдат
- Дино Вальди — двойник Тото
- Карло Нинчи — импресарио театра
- Арнольдо Фоа — сержант
- Луиджи Павезе — радиокомментатор
- Карло Романо — менеджер Джулио Дарелли
- Ренато Валенте — Джулио Дарелли, производитель велосипедов
- Нико Пепе — работник солдатской кухни
- Оскар Андриани
- Нерио Бернарди — врач

## Коммерческий успех
Фильм имел большой кассовый успех, заработав около 400 миллионов лир. Фильм «Красавицы на велосипедах» занял 10-е место среди 120 итальянских фильмов, снятых в 1951 году. Успех фильма побудил режиссёра снять в следующем году продолжения под названием «Красавицы на мотороллерах» (1952).